# Xtreem Music
Xtreem Music je španělské nezávislé hudební vydavatelství z Madridu založené v roce 2001 Davem Rottenem, zpěvákem kapely Avulsed. Jak napovídá samotný název, orientuje se na extrémní metal, např. death metal, black metal či thrash metal.
Xtreem Music je třetí label Davea Rottena, předtím provozoval v letech 1990–1994 Drowned Productions a poté v letech 1994–2002 Repulse Records. Na vydaných nahrávkách používá katalogová čísla se zkratkou XM.

## Kapely
Seznam vybraných kapel, jejichž desky vyšly u Xtreem Music:
- Adramelech
- Agression
- Avulsed
- Azooma
- Blazemth
- Christ Denied
- Daemoniac
- Demilich
- Demigod
- Desecresy
- Disgorge
- Emeth
- Kataplexia
- Kronos
- Ouija
- S.U.P.
- Supuration
- Ululate
- Vorkreist
- Yskelgroth
- Надимач